# 등림수
이순신(李舜臣, 생몰년 미상)은 조선시대 중기의 왕족으로 본관은 전주(全州)이다. 종실(宗室)로 춘양군의 서자이며 등림수(登臨守)의 작위를 받았다. 충무공 이순신(李舜臣)의 동명이인으로 충무공 이순신, 무의공 이순신과의 구별을 위해 등림수 이순신이라 부른다.

## 생애
이순신은 보성군의 서손이자 춘양군(春陽君) 이내(李徠)의 서자로 여러 관직을 지내고 등림수에 올랐다. 1518년 그의 적형(嫡兄) 임강부정(臨江副正) 이준(李晙)이 죽자, 적형이 죽은 지 겨우 4일 만에 형의 첩을 꾀어다가 그 집에 감추어 두었는데, 이후 추문(醜聞)이 외부로 돌게 되었다. 이 사실이 알려지자 이순신은 이 소문을 없애려고, 이웃에 사는 피혁장(皮革匠)을 형의 첩이 거처하는 방에 갖다 두고 강제로 관계하게 하였다. 그러나 소문이 조정까지 알려지면서 종부시(宗簿寺)가 이 사건을 적발하여 중종에게 아뢰니, 의금부에 내려서 추국(推鞫)하게 하였다.
이후의 행적은 미상이다.

## 가족 관계
- 아버지 : 춘양군(春陽君) 이내(李徠, 1434년 ∼ ?)
  - 적형 : 임강부정(臨江副正) 이준(李晙, ? - 1518년)
- 생모 : 이름 미상
- 부인 : 진주강씨, 생원 강이환(姜利奐)의 딸
  - 양자 : 이수(李綏) 생부는 하성령 존견

## 기타
충무공 이순신과 한자 이름까지 같은 동명이인이었다. 춘양군의 셋째 아들 견성부수와 동일인인지, 첩이 낳은 또다른 아들인지는 불확실하다.

## 참고 자료
- 임강부정
- 이순신
- 종친부
- 종부시
- 돈녕부

## 참고
- http://sillok.history.go.kr/inspection/inspection.jsp?mState=2&mTree=0&clsName=&searchType=a&query_ime=%EB%93%B1%EB%A6%BC%EC%88%98&keyword=%EB%93%B1%EB%A6%BC%EC%88%98